# Диференціальні форми в електромагнетизмі
Диференціальні форми в електромагнетизмі — одне з можливих математичних формулювань класичної електродинаміки за допомогою диференціальних форм в чотиривимірному просторі-часі.
Розглянемо 2-форму Фарадея, що відповідає тензору електромагнітного поля:
{\displaystyle {\textbf {F}}={\frac {1}{2}}F_{ab}\,{\mathrm {d} }x^{a}\wedge {\mathrm {d} }x^{b}.}
Ця форма є формою кривини тривіального головного розшарування зі структурною групою U (1), за допомогою якого можуть бути описані класична електродинаміка та калібрувальна теорія. 3-форма струму, дуальна до 4-вектору струму, має вигляд
{\displaystyle {\textbf {J}}=J^{a}\varepsilon _{abcd}\,{\mathrm {d} }x^{b}\wedge {\mathrm {d} }x^{c}\wedge {\mathrm {d} }x^{d}.}
У цих позначеннях рівняння Максвелла можуть бути дуже компактно записані як
{\displaystyle \mathrm {d} \,{\textbf {F}}={\textbf {0}}},
{\displaystyle \mathrm {d} \,{*{\textbf {F}}}={\textbf {J}}},
де {\displaystyle *} — оператор зірки Годжа. Подібним чином може бути описана геометрія загальної калібрувальної теорії.
2-форма {\displaystyle *\mathbf {F} } також називається 2-формою Максвелла.